# Jezioro Rekowe
Jezioro Rekowe – jezioro w Polsce, położone w województwie warmińsko-mazurskim, w powiecie szczycieńskim, w gminie Jedwabno.
Według regionalizacji fizycznogeograficznej Polski jezioro położone jest na terenie Równiny Mazurskiej.

## Ukształtowanie
Jezioro typu sandaczowego. Zbiornik wydłużony z północnego zachodu na wschód. Brzegi dość wysokie, miejscami wręcz strome. W większości porośnięte lasem, tylko na północy polami i łąkami. W środkowej części wschodniego brzegu leży leśniczówka Rekowe, na północny zachód wieś Piduń, na południowym wschodzie Rekownica. Miejsce spokojne, nie oblegane przez turystów, dość ciche. Niedaleko na wschodzie znajduje się rezerwat przyrody Galwica.
Jest to jedno z grupy jezior zgrupowanych w okolicy wsi Rekownica – Piduń. Grupa tych jezior jest wzajemnie połączona i tworzy strugę Rekownica, która jest lewym dopływem Omulwi. Jeziora leżą przy drodze wojewódzkiej nr 508 łączącej Jedwabno i Wielbark. Grupa tych jezior znajduje się w odległości ok. 12 km od Szczytna licząc w linii prostej. W grupie opisanych jezior znajduje się też jezioro Kociołek, które jest obecnie hydrologicznie zamknięte.
Najbliższa miejscowość to Piduń. Dojazd ze Szczytna drogą krajową nr 58 w stronę Nidzicy, następnie w miejscowości Narty, drogą gruntową w lewo. Droga nazywana jest Szeroką Drogą. Można też dojechać wyłącznie drogami utwardzonymi, wtedy krajową nr 58, a w Jedwabnie w drogę wojewódzką nr 508. Można też jechać dalej, do nieco większej miejscowości Rekownica.

## Dane morfometryczne
Powierzchnia zwierciadła wody według różnych źródeł wynosi od 63,5 ha do 71,5 ha.
Zwierciadło wody położone jest na wysokości 129,5 m n.p.m. lub 129,4 m n.p.m. Średnia głębokość jeziora wynosi 3,3 m lub 3,5 m, natomiast głębokość maksymalna 7,9 m.